# Rhinolophus thailandensis
Rhinolophus thailandensis (Wu, Harada & Motokawa, 2009) è un Pipistrello della famiglia dei Rinolofidi endemico della Thailandia settentrionale.

## Descrizione

### Dimensioni
Pipistrello di medie dimensioni, con la lunghezza della testa e del corpo tra 63 e 72 mm, la lunghezza dell'avambraccio tra 56,22 e 61,16 mm, la lunghezza della coda tra 18 e 24 mm, la lunghezza del piede tra 14 e 15 mm, la lunghezza delle orecchie tra 26,21 e 32 mm.

### Aspetto
La pelliccia è lunga. Le parti dorsali variano dal marrone al bruno-giallastro con la base dei peli biancastra mentre le parti ventrali sono bruno-giallastre con la base dei peli grigiastra. Le orecchie sono lunghe. La foglia nasale presenta una lancetta lunga, triangolare e con i bordi diritti, un processo connettivo con il profilo arcuato, una sella più larga alla base e stretta all'estremità. La porzione anteriore è larga, copre interamente il muso ed ha un incavo centrale profondo alla base. Il labbro inferiore ha un solo solco longitudinale. Le membrane alari sono marroni scure. La coda è lunga ed inclusa completamente nell'ampio uropatagio. Il cariotipo è 2n=60 FNa=64.

## Biologia

### Comportamento
Si rifugia all'interno di grotte.

### Alimentazione
Si nutre di insetti.

## Distribuzione e habitat
Questa specie è conosciuta soltanto nella provincia thailandese settentrionale di Chiang Mai.

## Conservazione
Questa specie, essendo stata scoperta solo recentemente, non è stata sottoposta ancora a nessun criterio di conservazione.